# Uğur Marmara
Uğur Marmara (* 5. Februar 1987) ist ein türkischer Radrennfahrer.
Uğur Marmara belegte 2005 den dritten Platz bei dem Mountainbikerennen Babadagi Hill Climb. In der Saison 2007 belegte er bei den beiden Etappenrennen K.A.P. Taçettin Özsavaş Kupası und K.A.P. Doğu Karadeniz Kupasý jeweils den dritten Platz auf einem Teilstück und in der Gesamtwertung. Bei der türkischen Meisterschaft gewann er das Straßenrennen und im Mountainbike-Marathon belegte er Platz drei.

## Erfolge
2007
- Türkischer Meister – Straßenrennen

2011
- eine Etappe Tour of Marmara